# Daniel Načinović
Daniel Načinović (Labin, 29. siječnja 1952.), hrvatski pjesnik, prozaik, esejist, novinar, pjevač, prevoditelj (s talijanskog, francuskog i slovenskog na hrvatski i s hrvatskog na talijanski).

## Životopis
Daniel Načinović jedan je od najistaknutijih suvremenih hrvatskih književnika srednje generacije i, uz pjesnika Borisa Biletića, danas vodeće poetsko ime istarskog književnog kruga. Bavi se i ilustracijom, slikarstvom i glazbom. Školovao se u Vinežu, Labinu, Pazinu, Rijeci, Puli i Zagrebu. U Pazinu pohađao klasičnu gimnaziju Biskupskog sjemeništa gdje maturira 1969. U Rijeci dvije godine studira filozofiju i teologiju. Godine 1975. diplomira hrvatski i talijanski jezik na Pedagoškoj akademiji u Puli. Studij talijanskog jezika dopunjava tijekom 1975. na Sveučilištu u Sieni (Italija) te 2002. u Castelaraimondu/Camerinu (Italija). Studirao je i na Filozofskom fakultetu u Zagrebu.
Kao novinar u “Glasu Istre” radi od 1975. do 2001. Kraće vrijeme (koncem 1990. i u prvoj polovici 1991. godine) kao zamjenik glavnog urednika radio u uredništvu novopokrenute ilustrirane revije “Naša Sloga” u Pazinu. Bio je član uredništva pulskog književnog časopisa “Istra”, uredničkoga vijeća edicije “Istra kroz stoljeća” i uredništva “Nove Istre”. Od 1984. član je Društva hrvatskih književnika (Zagreb). Uz književnike Alda Klimana, Miroslava Sinčića, Stjepana Vukušića, Tatjanu Arambašin i prvog izabranog predsjednika Borisa Biletića, bio je jedan od članova Inicijativnog odbora i organizatora Osnivačke skupštine Istarskog ogranka Društva hrvatskih književnika, održane u Puli 2. srpnja 1990. godine.
Od 2001. je samostalni umjetnik - književnik, član Hrvatske zajednice slobodnih umjetnika (Zagreb); član Hrvatskog novinarskog društva.
Načinović poeziju počinje pisati u srednjoj školi gdje škol. god. 1965./1966. izdaje vlastiti, rukom pisani, unikatni list “Lux”. Prozom se počinje baviti koncem šezdesetih i početkom sedamdesetih godina 20. st. u Labinu, Pazinu i Rijeci. Prvi prozni radovi tiskani su mu u zagrebačko-riječkom “Omladinskom tjedniku” (1971.) i “Hrvatskim novinama” (1971.) iz Željezna (Eisenstadt) u Gradišću - Austrija. Prvi opsežniji izbor stihova, pod naslovom “Akvareli”, objavljuje u pulskome časopisu “Istarskom mozaiku” (1973.). Tijekom studija u Puli član je Književnoga kluba “Istarski borac”. Na stranicama književnog časopisa “Istra” objavljuje poetske i prozne tekstove, kao i prevoditeljske i književno-esejističke radove. Nagrađena na natječaju pulskog Fonda za kulturu, u izdanju Čakavskog sabora 1976. godine objavljena je njegova prva knjiga pjesama, “Tu i tamo nedjelja”.
Načinović piše eseje za razne monografije, a tiska ih i u prijevodima na engleski, talijanski i njemački jezik; njegova je poezija objavljivana na talijanskom, slovenskom, makedonskom, poljskom i esperantu, priče za djecu na albanskome jeziku. Novinske članke, reportaže, intervjue, feljtone, putopisne zapise, prikaze i osvrte tiska u raznim listovima a najviše (na tisuće članaka) kao vanjski suradnik, a zatim i kao profesionalac u dnevniku “Glas Istre”, Pula.
Surađuje s mnogim skladateljima zborske i zabavne, pop-rock glazbe. Predstava “Burrra”, prema njegovoj slikovnici, u režiji Roberta Raponje, jedna je od najizvođenijih u djelovanju Istarskog narodnog kazališta. Prigodom otvaranja Međunarodne glazbene tribine u Puli, Raponja 2001. postavlja i Načinovićevu scensko-glazbenu fantaziju (libreto) “Tanac od mrtvih”, za koju je glazbu napisala Tamara Obrovac. Čakavska scena Istarskog narodnog kazališta u Puli u kolovozu 2004. izvodi Načinovićevu komediju “Divojke za ženidbu” (režija: Robert Raponja).
Daniel Načinović je dobitnik više književnih nagrada i društvenih priznanja. Sudionik je brojnih književnih priredaba, a tijekom 2001. i 2002. godine, zajedno s piscima Vjekoslavom Tomašićem i Juanom Octaviom Prenzom, voditelj je Hrvatske književne radionice u Trstu. Poezijom zastupljen u čitankama “Dveri riječi” (“Profil”, Zagreb, 2004. i 2005.) za VI. i VIII. razred osnovne škole. Jedan je od pokretača i urednika, uz Jasnu Orlić, “Ružmarina”, priloga za djecu “Glasa Istre”. 
Živi i stvara u Puli.

#### Poezija
- “Tu i tamo nedjelja” (Izdavačka zajednica Čakavskog sabora Pula, Pula, 1976.), pjesme,
- “Libar od vrimena” (“Izdavački centar Rijeka”, Rijeka i “Istratisak”, Pazin, 1984.), čakavski kanconijer s istoimenim sonetnim vijencem, s pogovorom Jelene Lužine-Sladonja,
- “Jadranske pjesme” (“Istarska naklada”, Pula, 1984.),
- “Čovik na tin svitu” (Istarska književna kolonija “Grozd”, Pula, 1990.), čakavske pjesme, s pogovorom Miroslava Sinčića i Gorana Filipija, ISBN 86-7097-028-7
- “Što ima stolar pod jastukom” (Istarsko književno društvo “Juraj Dobrila” i Matica hrvatska, ogranak Pazin, Pazin, 1992.), pjesme,
- “Elohim” (Matica hrvatska, Ogranak Pazin, Pazin, 1995.), poema. Crteži: David Ivić. Komentar Antun Milovan, ISBN 953-6237-11-3
- “Rhapsody in CA” (“Matthias”, Labin, 2000.), pjesme pisane labinskom cakavicom, ISBN 953-97272-8-6
- “Ur, raccolta di poesie”(“Mara”, Pula, 2002.), zbirka pjesama pisana talijanskim jezikom, ISBN 953-7001-04-0
- “Jingle Joyce” (“Izdavački centar Rijeka”, Rijeka, 2003.), zbirka pjesama, ISBN 953-6939-03-7
- “Gospa od Škrpjela” (“Nova Istra” / Istarski ogranak Društva hrvatskih književnika, Pula, 2004.), poema,
- “Krotitelj riječi” (Društvo hrvatskih književnika, Zagreb, 2006.), pjesme, ISBN 953-6810-67-0
- “Manutekstura” (zajednička pjesnička knjiga s Božicom Pažur; Kajkavsko spravišče, Zagreb, 2006.), s pogovorom Jože Skoka i Iva Kalinskog, ISBN 953-6056-19-4

#### Proza
- “Obale masline i trgovi” (“Istarska naklada”, Pula, 1980.), priče i novele;
- “Obale masline i trgovi” (Zavičajna naklada “Žakan Juri”, Pula, 1999.), priče i novele (drugo, dopunjeno izdanje, s pogovorom Alda Klimana), ISBN 953-6487-14-4

#### Eseji, feljtoni i članci
- “Desk” (Istarski ogranak Društva hrvatskih književnika, Pula, 2005.), ISBN 953-6858-09-6

#### Knjige za djecu i mladež
- “Poluotok snova” (“Istarska naklada”, Pula, 1983.), pjesme i kratke bajke za djecu. Ilustracije: Miroslav Šuput.
- “Banka, kakva zavrzlamka” (“Istarska naklada”, Pula, 1984.), pjesme za djecu. Ilustrirao Miroslav Šuput.
- “Jednog ljeta u Poreču” (“Eines Sommers in Poreč” - “Adriatikturist”, Poreč, 1985.), pripovijest za djecu. Autorove ilustracije.
- “Moj tata brodograditelj” (“Istarska naklada”, Pula, 1986.), slikovnica. Pjesme i crtice. Ilustrirao Miroslav Šuput.
- “Sunce ima dva barkuna” (Narodno sveučilište Poreč, Poreč, 1987.), pjesmarica/slikovnica za djecu. Skladatelj Nello Milotti. Ilustrirao Đanino Božić.
- “Čarobna harmonika” (IKD “Juraj Dobrila”, Pazin, 1995.), bajke i priče za djecu. Ilustrirao autor.
- “Jadao se jedan mačak” (“Josip Turčinović”, Pazin, (1996), 1997.), pjesme za najmlađe. Ilustrirao autor.
- “Burrra” (“Reprezent”, Buzet, 1997.), slikovnica. Ilustrirala Nevenka Macolić.
- “Una, povedi i mene” (“Medit”, Pula, 1998.; inačica na njemačkom: “Istrien im Märchen”, objavljena u izdanju Turističke zajednice Istarske županije i “Medita”; prijevod: Marieta Djaković), slikovnica, kompjutorski foto-kolaži Predraga Spasojevića.
- “Belarmin, nebeski jahač” (Gradska knjižnica “Juraj Šižgorić”, Šibenik i Šibensko kazalište, 2001.), pjesme i bajke, s pogovorm Pere Mioča, ISBN 953-6163-61-6
- “Sretan Božić, Sybil” (Profil International, Zagreb, 2001. i 2002.), bajke. Ilustrirao Tomislav Zlatić.
- “La Borrra” (albo illustrato per bambini; “Reprezent”, Buzet, 2002.), na talijanski prepjevao Giacomo Scotti.
- “Kravata Velog Jože” (Academia Cravatica i Alfa, Zagreb, 2003.), slikovnica na hrvatskome, engleskom (The Big Joe’s Cravat) i talijanskom (La Cravatta di Veli Joze) jeziku; ilustrirao Ivan Gregov.
- “Sveti Kuzma i Damjan, Pričice i sličice o zaštitnicima Fažane” (Matica hrvatska, Pazin, Fažana, 2004.),

slikovnica uz tekstualnu suradnju Jelene Ivešić, učenice OŠ Fažana, djece iz fažanske Likovne radionice “Duga”, te skladatelja Bruna Krajcara.

#### Posebna izdanja
- “Pula sa starih razglednica” (“Sportska tribina”, Zagreb i Povijesno društvo Istre, Pula/Zagreb, 1988.), monografija. Uvodni esej “Odsjaj zlatnoga runa” i pjesme.
- “Pula” (“Tribina” Zagreb i Arheološki muzej Istre, Pula/Zagreb, 1990.), turistički vodič. Tekst “Vidjeti Pulu i ponovo doći”.
- “Gospa od Mora” (Župni ured Gospe od Mora, Pula, 1991.), mala monografija.
- “Istra terra magica” (suautorstvo, uz prof. dr. Andra Mohorovičića; Nakladnik “Laurana”, Zagreb, 1993.)
- “Rovinj na starim razglednicama” (suautorstvo s Marinom Budicinom; Zavičajna naklada “Žakan Juri”, Pula i Centar za povijesna istraživanja, Rovinj / Centro di ricerche storiche, Rovigno, 1998.), monografija (odvojena izdanja na hrvatskom, talijanskom, njemačkom i engleskom jeziku), uvodni esej “Rovinjska barkarola ili tajnoviti zaveslaji vremena nad gradom svete Eufemije”.
- “Pula” (“Angolo” i “XXX”, Pula, 2000.), fotomonografija Duška Marušića Čičija. “Pjesma o Puli” i esej “Povratak Argonauta”.
- “Istra, veliko srce Jadrana” (“Medit”, Pula, 2000.), mala monografija.
- “Pod starim voltama” (zajedno s fotografom Eduardom Strenjom; Istarski ogranak Društva hrvatskih književnika, Pula i “Josip Turčinović”, Pazin, 2007.), putopisi (istarskim gradićima u pohode).

#### Antologije
- “Priče iz Istre” (Hrvatski pripovjedači XX. stoljeća. Izbor, uvodni esej i bilješke o piscima. Sveučilišna knjižnica u Puli i Istarski ogranak Društva hrvatskih književnika, Pula, 1999.),

#### Prijevodi i prepjevi
- Eduardo De Filippo: “Filumena Marturano” (Adamić, HNK Ivana pl. Zajca i Društvo hrvatskih književnika, Ogranak Rijeka, Rijeka, 2003.), čakavski (skraćeni prijevod).
- “Kanat vrhu svih kanti” (“Errata Corrige”, Poreč, 2003.), čakavski prijevod biblijske “Pjesme nad pjesmama”, zajedno s Dragom Orlićem, ISBN 953-6365-15-4
- Antun Branko Šimić: «Stupore nel mondo» (Con i testi originali a fronte, 50 brani d’un classico della poesia moderna croata; Sveučilišna knjižnica Pula i Istarski ogranak Društva hrvatskih književnika – Pula, 1998.), prijevod Šimićevih pjesama na talijanski jezik, ISBN 953-96833-4-3

#### Scenariji za dokumentarne filmove
- “Antička Pula”, Histria film, 1988.
- “Pula, luka potonulih brodova”, Hrvatska televizija, 1991.
- “Istra, europska vrata Mediterana”, Histria film, 1991.
- “Gospa od Mora”, Hrvatska televizija, 1991.

#### Zastupljen u antologijama i pregledima
- Milorad Stojević: “Čakavsko pjesništvo XX. stoljeća” (Izdavački centar Rijeka, Rijeka, 1987.).
- Mirjana Strčić: “Hrvatsko pjesništvo Istre 19. i 20. stoljeća” (“Istra kroz ztoljeća”, Čakavski sabor, Pula 1989.).
- “Via Crucis Croatiae - istarska molitva za Lipu našu” (Matica hrvatska, Pula, MCMXCI-MCMXCII).
- “Kanat rožic, tići i sonca” (skupina autora, Narodno sveučilište Poreč, Poreč, 1992.).
- Stijepo Mijović Kočan: “Skupljena baština - Suvremeno hrvatsko pjesništvo 1940. – 1990.” (Školske novine,  Zagreb, 1993.).
- “Versi na šterni” (čakavski stihovi u skupnim zbirkama pjesničke manifestacije u Vižinadi; Narodno sveučilište Poreč, 1994., 1995., 1996., 1997., 1998., 1999.).
- Branko Čegec i Miroslav Mićanović: “Strast razlike / tamni zvuk praznine - hrvatsko pjesništvo osamdesetih i devedestih” (“Quorum”, br. 5/6, Zagreb, 1995.).
- Lucja Danielewska: “Żywe źródła” (antologija suvremenog hrvatskog pjesništva na poljskome;  Wydawnictwo Ksiazkowe IbiS - Varšava, 1996.).
- Boris Biletić: “I ča i kaj i što” (Iz suvremene hrvatskoistarske lirike; Sveučilišna knjižnica u Puli i Istarski ogranak Društva hrvatskih književnika, Pula, 1997.).
- Josip Bratulić, Vinko Brešić, Stjepan Damjanović i Božidar Petrač: “Mila si nam ti jedina...” (hrvatsko rodoljubno pjesništvo od Bašćanske ploče do danas; Alfa, Zagreb, 1998.).
- “Lirika Velikog petka” (Pasionska baština 1; Erasmus naklada i Udruga Pasionska baština, Zagreb, 1998.).
- “Europa erlesen - Istrien”, Wieser Verlag, 2. redigierte Ausgabe, Klagenfurt/Celovec, 1998.).
- Neven Jurica i Božidar Petrač: “U sjeni transcendencije” (antologija hrvatskoga duhovnog pjesništva od Matoša do danas; drugo izmijenjeno i dopunjeno izdanje; Školska knjiga, Zagreb, 1999.).
- Krešimir Filipčić, Krešimir Oblak, dr. Antun Šojat: “Antologija popularnih pjesama u Hrvatskoj” (knjiga VII; Hrvatski savez organizacija glazbeno-estradnih izvođača, Zagreb, bez naznake godišta, (2000.).
- “Histria”, zbornik natječaja za dijalektalnu poeziju / atti dal concorso di poesia in dialetto, Grožnjan/Grisignana, 2000.).
- Božidar Petrač: “Hrvatska božićna lirika od Kranjčevića do danas” (antologija;, Naklada Jurčić, Zagreb, 2000.).
- Božidar Petrač: “Hrvatska uskrsna lirika od Kranjčevića do danas” (Naklada Jurčić, Zagreb, 2001.).
- Miroslav Šicel: “Antologija hrvatske kratke priče” (Disput, Zagreb 2001.).
- Stijepo Mijović Kočan: “Probrana baština - 100 godina - pjesama - pjesnika hrvatskoga pjesništva 20. stoljeća” (PAN knjiga - Zagreb, 2001.).
- “Kaj & ča” (Prožimanja i perspektive - panorame književnih susreta; Kajkavsko spravišče, Zagreb 2004.).

#### Nagrade i priznanja
- Plaketa Labinske republike, 1977.
- Druga nagrada na međunarodnom natječaju za kratku priču Zaklade Pasarić, za priču “Svršetak ljeta”, Rijeka, 1993.
- Nagrada Grada Pule, 1996.
- Prva nagrada nacionalnog natječaja “Pasionska baština 1997” za poemu “Križ na groti”, Zagreb, 1997.
- Srebrna plaketa Matice hrvatske Zagreb izdavaču, Matičinu ogranku u Pazinu, i autoru za knjigu “Elohim”, 1997.
- Prva nagrada na međunarodnom natječaju za dijalektalnu poeziju, “Histria” - Grožnjan, 1997.
- Nagrada “Ivana Brlić Mažuranić”, Školske knjige Zagreb, za tekst slikovnice “Burrra”, dodijeljena u Slavonskom Brodu 1998.
- Stipendija Austrijskog kulturnog instituta u Zagrebu, 1998.
- Nagrada “Bernardin Splićanin”, CRO Patria - Split 1998.
- Odličje Predsjednika Republike Hrvatske, dr. Franje Tuđmana.
- Orden Danice hrvatske s likom Marka Marulića, Zagreb, 1998.
- Nagrade “Ljubo Pavešić” Grada Rijeke i Festivala Melodije Istre i Kvarnera, 1984. 1996. 1999. i 2004.
- Prva nagrada natječaja “Drago Gervais 2001.” za neobjavljenu zbirku pjesama “Jingle Joyce”, Grad Rijeka,  2001.
- Nagrada za životno djelo Grada Labina za afirmaciju labinske cakavice, govora Labina i okolice, 2002.
- Nagrada Porin 2003., “Trag u beskraju”, hit godine u izvedbi Olivera Dragojevića; prepjev pjesme Biagija Antonaccija (Se è vero che ci sei).
- Nagrada Istarske županije za književno djelo o Istri, za knjigu “Jingle Joyce” - Međunarodni susret izdavača “Put u središte Europe, Pazin - Mitterburg - Pisino, 2003.
- Nagrada Istarske županije za prijevod na čakavski - “Kanat vrhu svih kanti” (“Pjesma nad pjesmama”); Drago Orlić i Daniel Načinović, Pazin 2004.
- Posebno priznanje HNK Ivana pl. Zajca Rijeka “Dr. Đuro Rošić” za prijevod “Filumene Marturano” Eduarda De Filippa, Rijeka 2004.
- Nagrada "Fran Galović" za zbirku pjesama "Krotitelj riječi" 2006.
- 1. nagrada za monodramu na 1. Susretu hrvatskoga duhovnoga književnoga stvaralaštva Stjepan Kranjčić 2009. za monodramu K Bogu, koji razveseljuje moju mladost[1]
- 2. nagrada Dubravko Horvatić 2011. za poeziju[2]